# Maschen-Draht-Zaun
Maschen-Draht-Zaun ist ein deutscher Country-Song, der 1999 in Zusammenarbeit von Stefan Raab und Truck Stop entstand. Er nimmt Bezug auf einen skurrilen Nachbarschaftsstreit, dem große mediale Aufmerksamkeit zuteilwurde. Das Stück belegte Platz eins der deutschen Charts und wurde zum Millionenseller.

## Hintergrund
Im Oktober 1999 trat Regina Zindler mit ihrem damaligen Nachbarn Gerd Trommer in der Gerichtsshow Richterin Barbara Salesch in Sat.1 auf. Zu jener Zeit wurden in der Sendung noch echte Schiedsgerichtsfälle ohne Schauspieler gezeigt bzw. mit den tatsächlichen Beteiligten (Kläger, Beklagte, Zeugen) nachgestellt. Grund für diese Verhandlung war ein Nachbarschaftsstreit in der sächsischen Stadt Auerbach/Vogtl. im Vogtlandkreis. Zindler verlangte von Trommer, einen auf seinem Grundstück wuchernden Knallerbsenstrauch zu entfernen, der ihren Maschendrahtzaun beschädige. Salesch gelangte zu dem Urteil, dass die Schäden nicht bedeutsam seien, weswegen Zindlers Klage abgewiesen wurde.
Zindler und ihr „Nachbarschaftsstreit“ wurden deutschlandweit bekannt, als der Fernsehmoderator Stefan Raab ihn im selben Monat in seiner Sendung TV total aufgriff. Dort amüsierte er sich zum einen über die Skurrilität des Verfahrens und zum anderen insbesondere über den vogtländischen Dialekt Zindlers und ihrer Aussprache der Wörter „Maschendrahtzaun“ und „Knallerbsenstrauch“.

## Lied von Stefan Raab
Raab stellte in der Sendung auch ein Lied vor, in dem er Videotakes mit Zindler in der Strophe und im Refrain verwendete. Die Resonanz dieser Rohfassung war so groß, dass sich Raab entschloss, den zusammen mit Jens Bujar geschriebenen Song unter Mitwirkung der Band Truck Stop im Countrystil zu produzieren. Dabei wurde die Originalaufnahme der Wörter „Maschendrahtzaun“ und „Knallerbsenstrauch“ aus der Gerichtssendung von Zindler in das Lied hineineditiert. Mit dem Titel Maschen-Draht-Zaun entstand eine Maxi-CD, die am 12. November 1999 erschien. Es folgte auch ein Musikvideo.
Das Stück stieg Ende November 1999 auf Platz eins in die deutschen Charts ein und konnte die Spitzenposition sechs Wochen in Folge behaupten. Insgesamt verkaufte sich der Titel rund eine Million Mal. Regina Zindler erhielt einen freiwilligen Anteil von zehn Pfennig pro verkaufter CD. Maschen-Draht-Zaun ist Raabs einziger Nummer-eins-Hit als Interpret.

## Text
Das Lied ist aus der Perspektive eines Cowboys verfasst, der eine hohe Affinität zu Maschendrahtzaun besitzt. In der ersten Strophe wird sein Alltag skizziert. In der zweiten Strophe besingt er seine Liebesqualitäten, ehe seine Hoden von jenem Zaun abgetrennt worden seien. In der dritten Strophe outet er sich als Sheriff, der nun in Ruhestand ginge und sich an einem Knallerbsenstrauch am Maschendrahtzaun niederlässt.

## Rezeption
Infolge der Ausschnitte bei TV total wurde das Thema auch für Boulevardmedien interessant; Fernsehteams aus dem gesamten Bundesgebiet belagerten die Grundstücke der verfeindeten Parteien Zindler und Trommer. Auch dass Trommer den Strauch umpflanzte, wobei er gefilmt wurde, minderte die Aufmerksamkeit nicht. Nachdem zahlreiche Schaulustige das Grundstück Regina Zindlers belagert und den Zaun beschädigt hatten, hielt sie dem psychischen Druck, der durch die öffentliche Aufmerksamkeit verursacht worden war, nicht mehr stand, verkaufte das Grundstück und zog nach Berlin-Lichtenberg. Später kehrte sie zurück nach Sachsen.
Der beschädigte originale Maschendrahtzaun wurde im Januar 2000 in Stücken mit Zertifikat für 10 DM durch den Radiosender Radio PSR verkauft. Der Radiosender hatte den durch Vandalismus beschädigten Zaun zuvor von Regina Zindler gekauft. Der Erlös der Aktion wurde an Amnesty International gespendet.

## Kommerzieller Erfolg

### Chartplatzierungen
| ChartsChartplatzierungen | Höchstplatzierung | Wochen |
| ------------------------ | ----------------- | ------ |
| Deutschland (GfK)        | 1 (14 Wo.)        | 14     |
| Österreich (Ö3)          | 1 (15 Wo.)        | 15     |
| Schweiz (IFPI)           | 2 (15 Wo.)        | 15     |

| ChartsJahrescharts (1999) | Platzierung |
| ------------------------- | ----------- |
| Deutschland (GfK)         | 45          |

| ChartsJahrescharts (2000) | Platzierung |
| ------------------------- | ----------- |
| Deutschland (GfK)         | 27          |
| Österreich (Ö3)           | 13          |
| Schweiz (IFPI)            | 39          |

### Auszeichnungen für Musikverkäufe
| Land/Region        | Auszeichnungen für Musikverkäufe (Land/Region, Auszeichnung, Verkäufe) | Verkäufe |
| ------------------ | ---------------------------------------------------------------------- | -------- |
| Deutschland (BVMI) | 3× Gold                                                                | 750.000  |
| Österreich (IFPI)  | Platin                                                                 | 50.000   |
| Insgesamt          | 1× Gold · 1× Platin ·                                                  | 800.000  |